# Axel von der Ohe

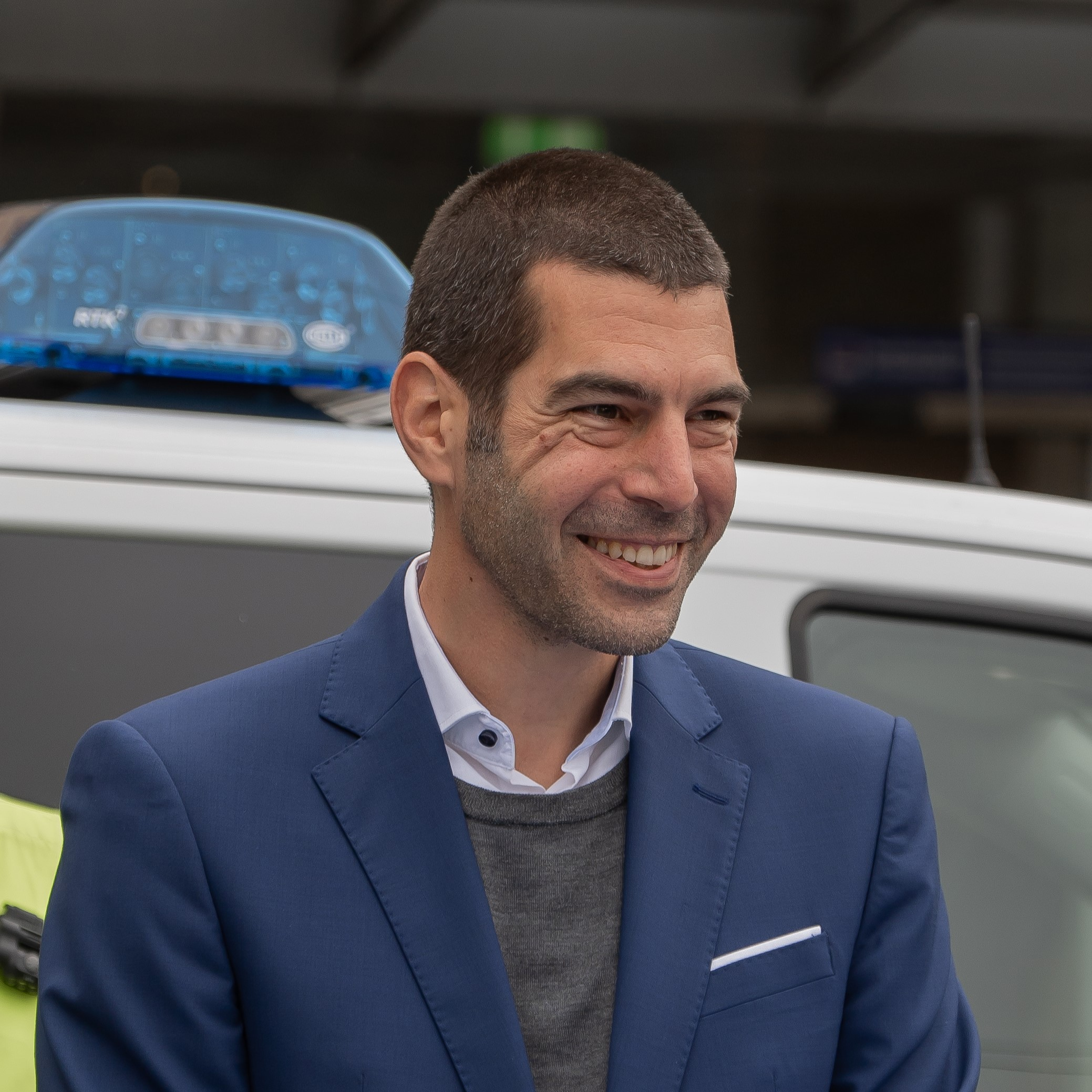
Axel von der Ohe (2024)

Axel von der Ohe (* 14. April 1977 in Wolfsburg) ist ein deutscher Politikwissenschaftler und seit 2017 Dezernent bei der Stadtverwaltung Hannover. Seit Juli 2021 ist er Erster Stadtrat der Landeshauptstadt Hannover und hauptamtlicher Stellvertreter des Oberbürgermeisters.

## Lebenslauf
Axel von der Ohe wurde 1977 in Wolfsburg geboren und machte 1996 am Otto-Hahn-Gymnasium Gifhorn sein Abitur. Nach seinem Zivildienst studierte er an der Universität Hannover Politische Wissenschaften und Deutsche Literaturwissenschaft. Sein Studium schloss er mit einem Magister Artium ab.
Von 2005 bis Juli 2008 arbeitete von der Ohe als Büroleiter und Wissenschaftlicher Mitarbeiter des Mitglieds des Bundestages Rolf Hempelmann. Von August 2008 bis Juni 2010 arbeitete er als Persönlicher Referent des Dezernenten für Umwelt, Planung und Bauen der Region Hannover. Im Juli 2010 übernahm von der Ohe die Leitung des Fachbereichs Zentrale Steuerung in der Verwaltung der Region Hannover. Seit dem 1. Juli 2017 ist Axel von der Ohe Leiter des Finanz- und Ordnungsdezernats der Stadtverwaltung Hannover (Dezernat II – Finanzen, Ordnung und Feuerwehr) und somit Kämmerer der Landeshauptstadt Hannover und Feuerwehrdezernent. Seit Juli 2021 ist er Erster Stadtrat und Allgemeiner Vertreter des Oberbürgermeisters Hannovers als Hauptverwaltungsbeamter in der Stadtverwaltung. Er ist Mitglied der SPD.
Am 20. Juni 2025 wurde Axel von der Ohe vom SPD Stadtverband Hannover als Kandidat für das Amt des Oberbürgermeisters der Stadt Hannover bei der Kommunalwahl 2026 präsentiert.

## Weitere Ämter
- Vorsitzender des Aufsichtsrates und Leiter der Kasse der Zusatzversorgungskasse der Stadt Hannover
- Sprecher der Geschäftsführung der Versorgungs- und Verkehrsgesellschaft Hannover mbH
- stellvertretender Vorsitzender der Verbandsversammlung des Zweckverband Abfallwirtschaft Region Hannover (AHA)
- Mitglied im Börsenrat der Niedersächsischen Börse
- Thüga Holding GmbH & Co. KGaA: Mitglied des Aufsichtsrates; Mitglied des Personalausschusses
- Landschaftliche Brandkasse Hannover (VGH): Mitglied des Aufsichtsrates; Mitglied des Brandkassenausschusses
- Provinzial Lebensversicherung Hannover (VGH): Mitglied des Trägerausschusses.[5]

## Privates
Von der Ohe ist Verheiratet und Vater von 2 Kindern.